# Rob Zabrecky
Rob Zabrecky est un acteur, prestidigitateur et auteur-compositeur américain né le 2 juin 1968 à Burbank et Californie.

## Filmographie

### Cinéma
- 2006 : Live Freaky! Die Freaky! : le présentateur télé
- 2007 : Chasing Tchaikovsky : le serveur
- 2008 : Reversion : le voleur de voiture
- 2008 : Dream from Leaving
- 2012 : After the Triumph of Your Birth : l'homme qui répond
- 2012 : Averageman : le leader du groupe
- 2013 : Fireflies : le réceptionniste de l'hôtel
- 2013 : Desperate Acts of Magic : Geoff
- 2014 : Lost River : MC
- 2015 : Fun Size Horror: Volume One : Howard
- 2015 : Decay : Jonathan
- 2016 : Élan vital : le leader du groupe
- 2016 : Shangri-La Suite : Toby
- 2017 : A Ghost Story : le pionnier
- 2018 : Violent Space : Noah Thompson méchant
- 2018 : Sex Madness Revealed : Chester Holloway
- 2018 : Boo! : James
- 2019 : Hanukkah
- 2020 : Mainstream : le magicien
- 2021 : Fallen Cards : Frederick James Polk
- 2021 : Spring Bloom : Sam

### Télévision
- 2007 : Les Experts : Manhattan : le professeur (1 épisode)
- 2008 : Brothers and Sisters : le commissaire priseur (1 épisode)
- 2010 : Mentalist : le commissaire priseur (1 épisode)
- 2016 : Angie Tribeca : le dealer (1 épisode)
- 2016 : Esprits criminels : John Henry Henson (1 épisode)
- 2017 : GLOW : Rob le sataniste (1 épisode)
- 2017 : Lady Dynamite : le Grand Zabrecko (1 épisode)
- 2018-2019 : Strange Angel : The Minder (8 épisodes)
- 2021 : Lucifer : Horace Goldfinger (1 épisode)